# József Kiss
Pour les articles homonymes, voir Kiss.
Ne doit pas être confondu avec József Kis.
Cet article concerne le poète hongrois. Pour l'aviateur austro-hongrois, voir József Kiss (aviateur).
Dans le nom hongrois Kiss József, le nom de famille précède le prénom, mais cet article utilise l’ordre habituel en français József Kiss, où le prénom précède le nom.
József Kiss ([ˈjoːʒɛf], [ˈkiʃ]), né le 30 novembre 1843 à Mezőcsát et mort le 31 décembre 1921 à Budapest, est un poète hongrois.